# 1957 ve fotografii
Tento článek popisuje významné události roku 1957 ve fotografii.

## Události
- Kolektiv japonských fotografů Šómei Tómacu, Eikó Hosoe, Ikkó Narahara, Kikudži Kawada, Akira Sato a Akira Tanno založili uměleckou skupinu Vivo, kterou v poválečném Japonsku inspirovalo fotografické hnutí známé jako École de l'image. Přestože byl tento kolektiv aktivní pouze čtyři roky, hluboce ovlivnil japonský fotografický styl šedesátých a sedmdesátých let.
- Na trh byla uvedena první zrcadlovka firmy Asahi Pentax.
- Vznikl první digitální snímek udělaný na počítači Russellem Kirschem na U. S. National Bureau of Standards, dnes známý jako Národní institut pro standardy a technologie (National Institute of Standards and Technology, nebo NIST).[1]

## Ocenění

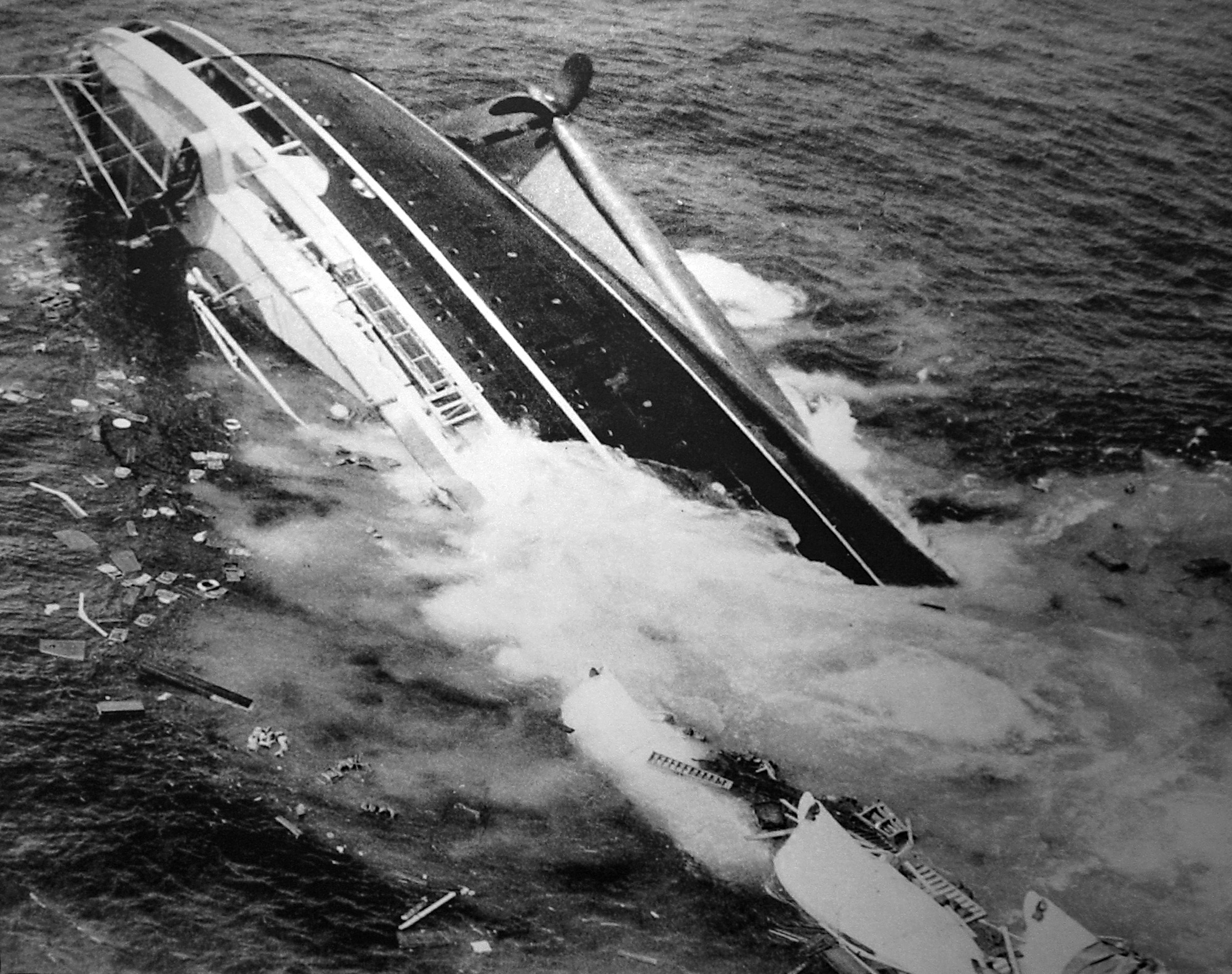
Harry A. Trask, Boston Traveler: potopení parníku SS Andrea Doria, fotografie byly pořízeny z letadla letícího ve výšce 75 metrů jen devět minut před tím, než se loď ponořila na dno.

- Pulitzer Prize for Photography – Harry A. Trask, Boston Traveler za dramatické a neobyčejné snímky potopení parníku SS Andrea Doria, fotografie byly pořízeny z letadla letícího ve výšce 75 metrů jen devět minut před tím, než se loď ponořila na dno.
- Prix Niépce – Denis Brihat
- Prix Nadar – William Klein
- World Press Photo – Douglas Martin

## Narození v roce 1957
- 24. ledna – Franck Landron, francouzský fotograf
- 31. ledna – Petr Palma, český grafik, fotograf a typograf
- 11. února – Peter Klashorst, nizozemský malíř, sochař a fotograf († 11. září 2024)
- 13. února – Kamila Berndorffová, česká reportážní a dokumentární fotografka
- 3. března – Thom Hoffman, nizozemský herec a fotograf
- 15. března – Josef Vojáček, český fotograf
- 18. března – Gisèle Wulfsohnová, jihoafrická fotografka, pracovala pro noviny a časopisy, specializovala se na portréty, vzdělávání, zdraví a genderové otázky, dokumentovala kampaně na zvýšení povědomí o HIV/AIDS. († 27. prosince 2011)
- 21. března – Flor Garduño, mexický fotograf
- 26. března – Shirin Neshat, íránská fotografka
- 3. dubna – Eidži Ina, japonský fotograf
- 15. dubna – Jiří Kolbaba, český cestovatel, fotograf a spisovatel
- 7. května – Michael von Graffenried, švýcarský fotograf
- 11. května – Judy Francesconiová, americká fotografka, specializuje se na sapfickou erotiku
- 18. května – Gábor Medvigy, maďarský kameraman, fotograf a vysokoškolský pedagog († 27. srpna 2023)
- červen – Marylène Negro, francouzská filmařka, umělkyně a fotografka
- 29. června – Ouka Leele, španělská fotografka, malířka a básnířka († 24. května 2022)
- 6. července – Susan Ford, americká spisovatelka, fotoreportérka a dcera Geralda Forda, 38. prezidenta Spojených států
- 6. července – Deanne Fitzmaurice, americká fotografka
- 3. srpna – Ellen Spijkstra, holandská umělkyně pracující s keramikou a fotografka
- 11. srpna – Inès de La Fressange, francouzská modelka a módní návrhářka
- 22. srpna – Olivier Meyer, francouzský fotograf
- 27. srpna – Kendži Nagai, japonský fotograf († 27. září 2007)
- 13. září – Tokihiro Sató, japonský fotograf
- 20. září – Árpád Zoltán Balla, maďarský fotograf
- 4. října – Stéphane Couturier, francouzská fotografka, laureátka ceny prix Niépce 2003
- 7. října – Drew Tal, izraelský fotograf
- 14. října – Howard W. French, americký fotograf a spisovatel
- 15. října – Milan Blšťák, český fotograf
- 18. října – David Leeson, americký fotoreportér a novinář, výherce Pulitzerovy ceny († 16. dubna 2022)
- 2. listopadu – Christian Philipp Müller, švýcarský umělec a fotograf
- 18. listopadu – Olivia Heusslerová, švýcarská nezávislá fotografka, dokumentovala nepokoje mládeže v Curychu v 80. letech, nikaragujskou revoluci v letech 1984 až 2007 a další osvobozenecká hnutí
- 23. listopadu – Sally Stapleton, americká fotožurnalistka
- 23. prosince – Robert Hofrichter, rakouský zoolog, spisovatel, fotograf a cestovatel původem ze Slovenska
- ? – Destiny Deaconová, domorodá australská fotografka a mediální umělkyně zaměřující se na domorodé kultury v Queenslandu († 24. května 2024)
- ? – Françoise Nuñezová, francouzská fotografka († 23. prosince 2021)
- ? – Tom Gralish, americký fotograf oceněný Pulitzerovou cenou
- ? – Anne Zahalka, australská fotografická mediální umělkyně (fotografka)
- ? – Grygoryj Aleksandrovyč Galycyn, ruský fotograf († 13. listopadu 2021)
- ? – Carol Mavorová americká spisovatelka, historička fotografie a profesorka, specialistka na fotografie Clementiny Hawardenové
- ? – Helen Zoutová, argentinská fotografka známá svou prací týkající se mizení lidí v letech 1974 až 1983
- ? – Cedric Nunn, jihoafrický fotograf nejznámější svými fotografiemi zachycující zemi před a po konci apartheidu
- ? – Consuelo Bautista, kolumbijská fotografka působící ve Španělsku
- ? – Christian Michelides, rakouský psychoterapeut a fotograf
- ? – Walter Novak, českoamerický fotograf († 25. května 2025)
- ? – Masao Jamamoto, japonský fotograf
- ? – Luis González Palma, guatemalský fotograf
- ? – Marc Le Mené, fotograf
- ? – Didier Lefèvre, fotograf
- ? – Michal Rovner, fotograf
- ? – Beat Streuli, fotograf
- ? – Roy Arden, fotograf
- ? – Anchee Min, čínsko-americká spisovatelka a fotografka
- ? – Stefan de Jaeger, fotograf
- ? – Georges Mérillon, fotograf
- ? – Pierre-Olivier Deschamps, fotograf
- ? – Marc Mangin, fotograf
- ? – Daniel Maigné, fotograf
- ? – René Peña, fotograf
- ? – Marin Kasimir, fotograf
- ? – Daniel Juré, fotograf
- ? – Anne Artigau, francouzská fotografka
- ? – Garry Fabian Miller, fotograf
- ? – Tom Hooker, fotograf
- ? – Marc Roussel, fotograf
- ? – Frédéric de La Mure, fotograf
- ? – John Bernhard, fotograf
- ? – Angélique, francouzská sochařka a fotografka
- ? – Marc Lagrange, fotograf
- ? – Louie Psihoyos, fotograf
- ? – Marita Liulia, finská fotografka
- ? – Waltraud Funk, fotograf
- ? – Sooni Taraporevala, indická fotografka
- ? – Philippe Garguil, francouzský fotograf

## Úmrtí v roce 1957
- 2. ledna – Hans Hildenbrand, německý fotograf, který během první světové války pořizoval barevné fotografie  (* 4. března 1870)
- 30. ledna – Mina Mooreová, novozélandská fotografka (* 6. října 1882)
- 16. března – Constantin Brâncuși, rumunský sochař a fotograf (* 19. února 1876)
- 1. dubna – Dhimitër Vangjeli, albánský fotograf (* 8. září 1872)
- 16. dubna – Clara Louise Haginsová americká fotografka a členka klubu žen se sídlem v Chicagu v Illinois (* 1871)
- 7. července – Kijoši Koiši, japonský fotograf  (* 26. března 1908)
- 19. září – Marcelin Flandrin, francouzský fotograf (* 18. června 1889)
- 1. října – Janusz Maria Brzeski, polský umělec, fotograf, grafik, ilustrátor (* 17. února 1907)
- 15. listopadu – Tomio Kondó, japonský amatérský fotograf (* 24. ledna 1900)
- 16. prosince – Heinrich Hoffmann, německý fotograf a tvůrce nacistické propagandy (* 12. září 1885)